# بنجامين تاكر تانر
بنجامين تاكر تانر (بالإنجليزية: Benjamin Tucker Tanner)‏ هو كاتب وحلاق أمريكي، ولد في 25 ديسمبر 1835 في بيتسبرغ في الولايات المتحدة، وتوفي في 14 يناير 1923 في واشنطن العاصمة في الولايات المتحدة.